# Berberis ferdinandi-coburgii
Berberis ferdinandi-coburgii är en berberisväxtart som beskrevs av Camillo Karl Schneider. Berberis ferdinandi-coburgii ingår i släktet berberisar, och familjen berberisväxter. Inga underarter finns listade i Catalogue of Life.